# Wólka (powiat jędrzejowski)
Wólka – wieś w Polsce położona w województwie świętokrzyskim, w powiecie jędrzejowskim, w gminie Jędrzejów.
| SIMC    | Nazwa | Rodzaj    |
| ------- | ----- | --------- |
| 0240997 | Wanat | część wsi |

W latach 1975–1998 miejscowość należała administracyjnie do województwa kieleckiego.